# ایسیرو
ایسیرو (به لاتین: Isiro) یک شهر در جمهوری دموکراتیک کنگو است که در Haut-Uele واقع شده‌است. ایسیرو ۱۸۲٬۹۰۰ نفر جمعیت دارد و ۷۳۰ متر بالاتر از سطح دریا واقع شده.